# Тамбовське кавалерійське училище
Тамбовське кавалерійське училище — навчальний військовий заклад для підготовки командного складу РСЧА у місті Тамбов, Російської Радянської Федеративної Соціалістичної Республіки.

## Історія
У довоєнний час начальником навчальної частини училища працював Іван Михайлович Шепетов, у майбутньому генерал-майор, Герой Радянського Союзу, який загине на фронті у 1943 році.
З 24 січня 1940 року начальником училища було призначено Гната Івановича Карпезо, українського червоного козака білоруського походження, людину, що мала чималий військовий досвід, зокрема брала участь у громадянській війні 1917-1923 рр. на теренах Української Республіки у складі Червоно-Козачого Корпусу під командуванням Віталія Примакова.
Згідно з наказом наркома оборони СРСР №0195 від 24 серпня 1940 року училище було перепідпорядковане генерал-інспектору кавалерії Червоної Армії.

## Відомі викладачі і випускники
- Дяченко Микола Сидорович
- Паніхідніков Андрій Олексійович
- Лисенко Федір Костянтинович
- Субботін Серафим Павлович
- Скориков Григорій Петрович
- Карпезо Гнат Іванович
- Шепетов Іван Михайлович